# Eberswalde
Eberswalde è una città di 41 704 abitanti del Brandeburgo, in Germania. Rappresenta il capoluogo nonché il centro maggiore del circondario del Barnim. Possiede lo status di grande città appartenente a un circondario (Große kreisangehörige Stadt).

## Geografia fisica
Eberswalde si trova a circa 55 km a nord di Berlino. Nella città scorrono i canali fluviali Oder-Havel-Kanal e Finow-Kanal. A nord dell'abitato si trova la riserva biologica Schorfheide Chorin.

## Storia
Dal 1944 fu sede del "sottocampo" di concentramento chiamato "Eberswalde Ardeltlager", dipendente dal lager di Ravensbrück. Come il campo principale, era prevalentemente femminile. Consisteva di otto edifici di internamento, due edifici per servizi igienici e un centro medico.  Altri due edifici servivano per le guardie e la direzione del campo. Il campo fu completato nel marzo del 1944 e messo "in funzione" subito.
Il 20 settembre 1993 vennero annessi alla città di Eberswalde-Finow i comuni di Sommerfelde e Tornow.

## Società

### Evoluzione demografica
Con i suoi 40 000 abitanti, Eberswalde è la 5ª città del Brandeburgo, la più grande fra quelle non extracircondariali.
- Sviluppo della popolazione dal 1875 entro gli attuali confini (linea blu: popolazione; linea puntata: confronto dello sviluppo della popolazione dello Stato del Brandenburgo; sfondo grigio: ai tempi del governo nazista; sfondo rosso: al tempo del governo comunista).
- Sviluppo recente della popolazione (linea blu) e previsioni.

| Anno | Abitanti |
| ---- | -------- |
| 1875 | 14 270   |
| 1890 | 21 023   |
| 1910 | 34 813   |
| 1925 | 39 064   |
| 1933 | 41 435   |
| 1939 | 49 709   |
| 1946 | 40 771   |
| 1950 | 41 477   |
| 1964 | 44 005   |
| 1971 | 47 171   |
| 1981 | 53 922   |

| Anno | Abitanti |
| ---- | -------- |
| 1985 | 54 931   |
| 1989 | 54 964   |
| 1990 | 53 601   |
| 1991 | 52 137   |
| 1992 | 51 617   |
| 1993 | 50 730   |
| 1994 | 49 940   |
| 1995 | 49 212   |
| 1996 | 48 411   |
| 1997 | 47 366   |

| Anno | Abitanti |
| ---- | -------- |
| 1998 | 46 250   |
| 1999 | 45 484   |
| 2000 | 44 623   |
| 2001 | 43 669   |
| 2002 | 42 901   |
| 2003 | 42 446   |
| 2004 | 42 144   |
| 2005 | 41 831   |
| 2006 | 41 787   |
| 2007 | 41 396   |

| Anno | Abitanti |
| ---- | -------- |
| 2008 | 41 331   |
| 2009 | 41 175   |
| 2010 | 40 944   |
| 2011 | 39 126   |
| 2012 | 38 965   |
| 2013 | 38 844   |
| 2014 | 38 897   |
| 2015 | 39 303   |
| 2016 | 40 019   |
| 2017 | 40 223   |

| Anno | Abitanti |
| ---- | -------- |
| 2018 | 40 387   |
| 2019 | 40 699   |
| 2020 | 40 965   |

Fonti dei dati sono nel dettaglio nelle Wikimedia Commons..

## Geografia antropica

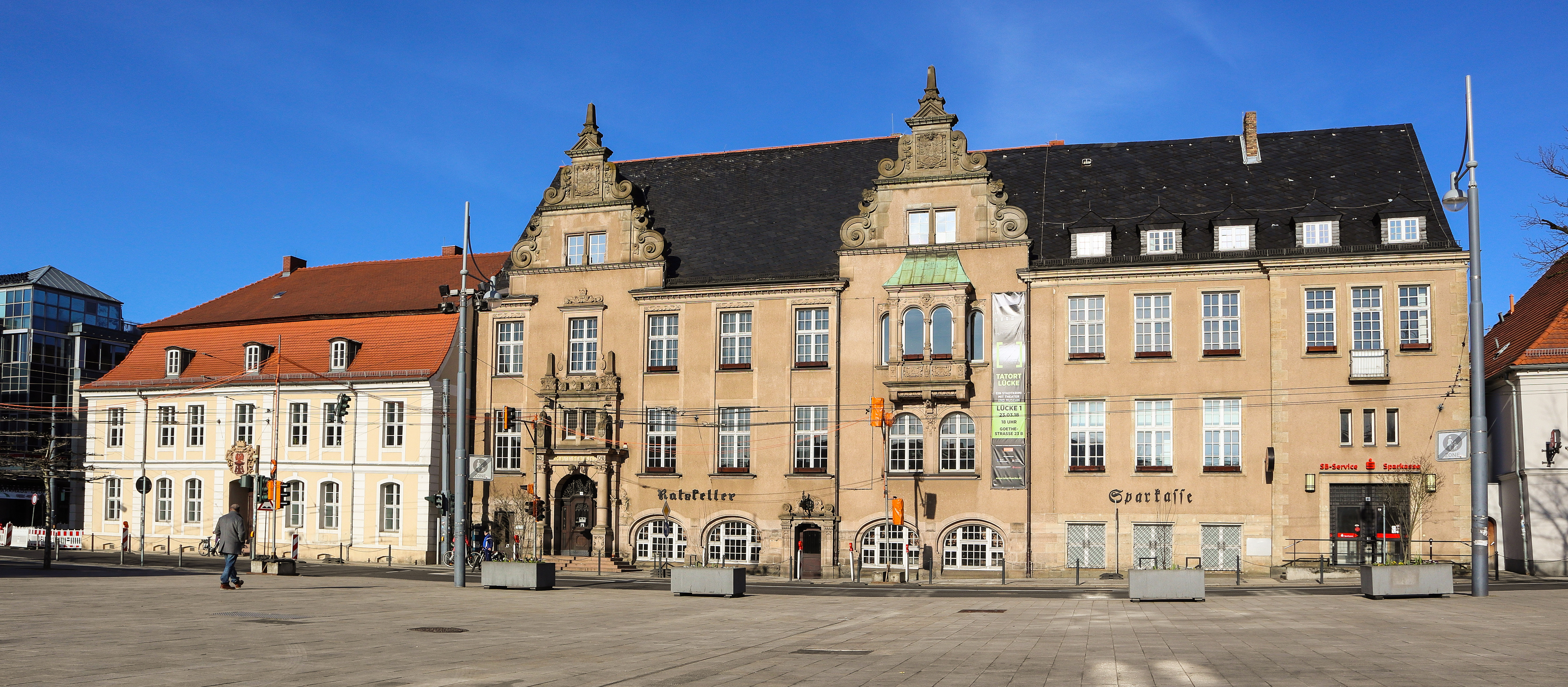
Il municipio di Eberswalde

Eberswalde è divisa nelle zone (Ortsteil) di Eberswalde 1, Eberswalde 2, Brandenburgisches Viertel, Finow, Sommerfelde, Spechthausen e Tornow. Di queste, Sommerfelde, Spechthausen e Tornow possiedono una forma di autonomia locale, con un consiglio locale e un sindaco di frazione.

## Amministrazione

### Gemellaggi
Eberswalde è gemellata con:
- Delmenhorst, dal 1990
- Herlev, dal 1994
- Gorzów Wielkopolski, dal 2001